# Vattenkungsfiskare
Vattenkungsfiskare (Cerylinae) är en grupp kungsfiskare som alla lever vid vattendrag. Jämte trädkungsfiskare och egentliga kungsfiskare behandlades den tidigare som en egen familj, men numera inkluderas alla tre i familjen kungsfiskare (Alcedinidae).
Arterna inom gruppen vattenkungsfiskare äter enbart fisk. Tidigare har man trott att gruppen utvecklades i Amerika men numera tror man att den först utvecklades i Afrika, eller i varje fall i Gamla världen, och att arterna inom släktet Chloroceryle är de yngsta.

## Arter i taxonomisk ordning
- Släkte Megaceryle . De fyra arterna inom detta släkte har ett stort utbredningsområde i Afrika, Asien och Amerika. Bälteskungsfiskare (M. alcyon) är den enda kungsfiskaren som har en större utbredning i Nordamerika.
  - Jättekungsfiskare (Megaceryle maxima)
  - Tofskungsfiskare (Megaceryle lugubris)
  - Bälteskungsfiskare (Megaceryle alcyon)
  - Ringkungsfiskare (Megaceryle torquata)

- Släkte Ceryle. Detta släkte består endast av en art som har sin utbredning i tropiska områden i gamla världen.
  - Gråfiskare (Ceryle rudis)

- Släkte Chloroceryle. De fyra arterna inom detta släkte är grönfärgade och återfinns i tropiska områden i Amerika.
  - Amazonkungsfiskare (Chloroceryle amazona)
  - Grön kungsfiskare (Chloroceryle americana)
  - Rödgrön kungsfiskare (Chloroceryle inda)
  - Bronskungsfiskare (Chloroceryle aenea)

### Övriga källor
- Erling Jirle (2009) Världens fågelfamiljer, Version 4. 12 januari, läst 2010-10-10
- Clements et al. (2009) Clements Checklist version 6.4, www.birds.cornell.edu, läst 2010-10-10